# Novlene Williams-Mills
Novlene Williams-Mills (născută Williams; n. 26 aprilie 1982, Saint Ann Parish⁠(d), Middlesex County⁠(d), Jamaica) este o atletă jamaicană, medaliată olimpică. A participat la patru ediții ale Jocurilor Olimpice (2004, 2008, 2012, 2016) în care a câștigat trei medalii de argint și o medalie de bronz în proba de 4x400 de metri.

## Palmares
| An   | Competiție                  | Locație                             | Loc | Eveniment | Note    |
| ---- | --------------------------- | ----------------------------------- | --- | --------- | ------- |
| 2003 | Jocurile Panamericane       | Santo Domingo, Republica Dominicană | 6   | 400 m     | 52,83   |
| 2003 | Jocurile Panamericane       | Santo Domingo, Republica Dominicană | 2   | 4x400 m   | 3:27,34 |
| 2004 | Jocurile Olimpice           | Atena, Grecia                       | 9   | 400 m     | 50,85   |
| 2004 | Jocurile Olimpice           | Atena, Grecia                       | 3   | 4x400 m   | 3:22,00 |
| 2005 | Campionatul Mondial         | Helsinki, Finlanda                  | 2   | 4x400 m   | 3:23,29 |
| 2006 | Campionatul Mondial în sală | Moscova, Rusia                      | 5   | 400 m     | 51,82   |
| 2006 | Campionatul Mondial în sală | Moscova, Rusia                      | 5   | 4x400 m   | 3:29,54 |
| 2007 | Campionatul Mondial         | Osaka, Japonia                      | 3   | 400 m     | 49,66   |
| 2007 | Campionatul Mondial         | Osaka, Japonia                      | 2   | 4x400 m   | 3:19,73 |
| 2008 | Jocurile Olimpice           | Beijing, China                      | 12  | 400 m     | 51,06   |
| 2008 | Jocurile Olimpice           | Beijing, China                      | 2   | 4x400 m   | 3:20,40 |
| 2009 | Campionatul Mondial         | Berlin, Germania                    | 4   | 400 m     | 49,77   |
| 2009 | Campionatul Mondial         | Berlin, Germania                    | 2   | 4x400 m   | 3:21,15 |
| 2010 | Campionatul Mondial în sală | Doha, Qatar                         | 5   | 400 m     | NT      |
| 2010 | Campionatul Mondial în sală | Doha, Qatar                         | –   | 4x400 m   | DS      |
| 2011 | Campionatul Mondial         | Daegu, Coreea de Sud                | 7   | 400 m     | 52,89   |
| 2011 | Campionatul Mondial         | Daegu, Coreea de Sud                | 2   | 4x400 m   | 3:18,71 |
| 2012 | Jocurile Olimpice           | Londra, Marea Britanie              | 5   | 400 m     | 50,11   |
| 2012 | Jocurile Olimpice           | Londra, Marea Britanie              | 2   | 4x400 m   | 3:20,95 |
| 2013 | Campionatul Mondial         | Moscova, Rusia                      | 7   | 400 m     | 51,49   |
| 2014 | Ștafetele Mondiale          | Nassau, Bahamas                     | 2   | 4×400 m   | 3:23,26 |
| 2015 | Ștafetele Mondiale          | Nassau, Bahamas                     | 2   | 4×400 m   | 3:22,49 |
| 2015 | Campionatul Mondial         | Beijing, China                      | 6   | 400 m     | 50,47   |
| 2015 | Campionatul Mondial         | Beijing, China                      | 1   | 4x400 m   | 3:19,13 |
| 2016 | Jocurile Olimpice           | Rio de Janeiro, Brazilia            | 2   | 4x400 m   | 3:20,34 |
| 2017 | Campionatul Mondial         | Londra, Marea Britanie              | 7   | 400 m     | 51,48   |
| 2017 | Campionatul Mondial         | Londra, Marea Britanie              | 8   | 4x400 m   | NT      |

## Legături externe
Materiale media legate de Novlene Williams-Mills la Wikimedia Commons
- en Novlene Williams-Mills la World Athletics
- en Novlene Williams-Mills la Olympedia.org